# Anthyllis apennina
Anthyllis apennina je biljna vrsta iz porodice mahunarki. To je trajnica iz roda ranjenika, otkrivena 2017. godine u Abruzzima na visini od 1300 metara u komuni Ortona dei Marsi.
Nova vrsta opisana je i ilustrirana u PhytoKeys 176: 115, figs. 2 – 3 (2021.). Endemična je za središnje Apenine. Raste na suhim pašnjacima na vapnencu u planinskom pojasu, unutar administrativnih regija Abruzzo i Lacij (središnja Italija), a predložena je IUCN-ova procjena. Ova nova vrsta pripada morfološki vrlo varijabilnom kompleksu vrsta Anthyllis vulneraria i bliska je A. pulchella (jugoistočna Europa i Kavkaz), ali se jasno razlikuje po manjim cvjetovima, uglavnom svijetložute boje, braktejama dužim od cvjetova, čaška jhe ružičaste boje (obično samo na vrhu) i veličini listova i listića.